# Hali-Mesak
Hali-Mesak (Halimesak) ist ein osttimoresischer Ort im Suco Odomau (Verwaltungsamt Maliana, Gemeinde Bobonaro). Er liegt an der Nordgrenze der Aldeia Anahun, auf einer Meereshöhe von 822 m, auf einem Bergrücken. Nach Norden führt eine Straße zum Ort Leotaek (Suco Raifun). Eine Straße die von Süden aus dem Suco Odomau kommt, macht hier praktisch eine Kehrtwendung um den Berg. Nach Südwesten führt sie zum Dorf zu den Dörfern Anahun und Chatal und nach Südosten zu den Dörfern Lakhatil und Odomau Foho.
In Hali-Mesak gibt es einen kleinen Markt.